# Kitty Courbois
Catharina Anna Petronella Antonia Courbois (13 de julio de 1937 – 11 de marzo de 2017) conocida como Kitty Courbois fue una actriz neerlandesa. En 2010 se le otorgó la Medalla al Mérito por su aporte a las artes.

## Filmografía seleccionada
- A Gangstergirl (1966)
- Mariken van Nieumeghen (1974)
- Vrijdag (1980)
- Flesh and Blood  (1985)
- Leedvermaak (1988)
- Seventh Heaven (1993)
- Belle van Zuylen – Madame de Charrière (1993)
- Last Call (1995)
- Scratches in the Table (1998)
- De Held (2016)